# Pont de la Fontenette
Le pont de la Fontenette est un pont routier et piéton sur l'Arve, situé dans le canton de Genève et reliant les communes de Genève et de Carouge, en Suisse.

## Localisation
Le pont de la Fontenette est le sixième pont le plus en amont de l'Arve après son entrée en Suisse et le troisième pont (après celui du Val d'Arve et le Pont des Artisanes traversé par le Léman Express) reliant Carouge et Genève. Ce pont est ainsi dénommé en référence au quartier de Carouge dénommé la « Fontenette » qui se trouve sur la rive gauche du pont et qui comprend entre autres un centre sportif ainsi que la piscine publique du même nom.

## Histoire
Inauguré le 17 juin 1971 sous le nom de pont de la Roseraie et ouvert à la circulation le 5 août suivant.
En 1995, l'accès au pont depuis la rive droite a été complètement revu, en particulier par la suppression de feux lumineux et la mise en place d'un giratoire permettant de fluidifier le trafic.
En 1999, le pont est élargi côté amont par des dalles préfabriqués et béton armé et l'ajout de poutres métalliques.